# Membranipora villosa
Membranipora villosa är en mossdjursart som beskrevs av Walter Douglas Hincks 1880. Membranipora villosa ingår i släktet Membranipora och familjen Membraniporidae. Inga underarter finns listade i Catalogue of Life.